# Stefan Fernholm
Bengt Stefan Fernholm (Norrköping, 2 luglio 1959 – Västerås, 11 marzo 1997) è stato un discobolo e pesista svedese.

## Biografia
Inizia la sua carriera come lanciatore del peso, sfiorando i 20 metri nel 1981.
I successivi infortuni all'osso scafoide del carpo e tre ernie discali hanno influenzato gran parte della sua carriera.
Dopo essersi trasferito a Stati Uniti, nel 1983 ha cambiato specialità passando al lancio del disco.
L'anno successivo ha raggiunto l'ottavo posto alle Olimpiadi di Los Angeles.
Durante il 1987 ha stabilito il suo record personale a 68,30 metri, ma venne eliminato nelle qualificazioni dei Mondiali di Roma.
Nello stesso anno, il 13 agosto a Klagshamn, riuscì a migliorarsi fino alla misura di 69,80 metri, risultato che però venne annullato dalla IAAF per un declivio del settore.
Alla fine degli anni ottanta Fernholm ebbe un forte calo di prestazioni, evento che concise con il miglioramento dei test antidoping e con la positività a sostanze proibite di due compagni di nazionale: Göran Svensson e Lars Sundin.
Dopo una pausa nei primi anni novanta, a causa di numerosi infortuni, torna a gareggiare ad alto livello nel 1995 qualificandosi anche alla finale dei Campionati del Mondo a Göteborg.
L'anno successivo si è qualificato anche per le Olimpiadi di Atlanta, ma non vi partecipò a causa di un nuovo infortunio.

### Sospetti doping e abuso di farmaci
Anche se Fernholm non venne mai trovato positivo a test antidoping, utilizzò sostanze dopanti durante la carriera giovanile e durante la sua permanenza negli Stati Uniti.
Dopo quel periodo però fu l'assunzione di antidolorifici a segnare la sua vita.
Iniziò ad utilizzarli in maniera massiccia per poter alleviare il dolore derivato dai numerosi infortuni. L'abuso di questi medicinali lo portò addirittura al divorzio con la moglie Angela.
Dopo un periodo di disintossicazione per interrompere la dipendenza da questi medicinali tornò alle gare ma, nel 1997, dopo anni di abusi, morì a soli 37 anni, per un'overdose di farmaci.

## Palmarès
| Anno | Manifestazione | Sede        | Evento           | Risultato | Misura  | Note |
| ---- | -------------- | ----------- | ---------------- | --------- | ------- | ---- |
| 1984 | Olimpiadi      | Los Angeles | Lancio del disco | 8º        | 63,22 m |      |
| 1986 | Europei        | Stoccarda   | Lancio del disco | 10º       | 62,24 m |      |
| 1987 | Mondiali       | Roma        | Lancio del disco | 15º       | 61,36 m |      |
| 1990 | Europei        | Spalato     | Lancio del disco | 11º       | 59,18 m |      |
| 1995 | Mondiali       | Göteborg    | Lancio del disco | 12º       | 59,52 m |      |